# Daniel Müller-Schott
Daniel Müller-Schott, né le 22 novembre 1976 à Munich, est un violoncelliste allemand. 

## Biographie
Il étudie avec Walter Nothas, le violoncelliste autrichien Heinrich Schiff et le violoncelliste britannique Steven Isserlis. La violoniste Anne-Sophie Mutter l'entraîne personnellement dans sa fondation, ce qui lui permet de se perfectionner durant une année auprès de Mstislav Rostropovitch. À quinze ans, il suscite beaucoup d'enthousiasme lorsqu'il remporte en 1992, le premier prix du Concours International Tchaikovsky pour les jeunes musiciens de Moscou.
Il joue un violoncelle de Matteo Goffriller, fait à Venise, en 1727.
Il a joué avec les chefs les plus réputés, tels que Vladimir Ashkenazy, Charles Dutoit, Christoph Eschenbach, Kurt Masur, Sakari Oramo et André Previn. 

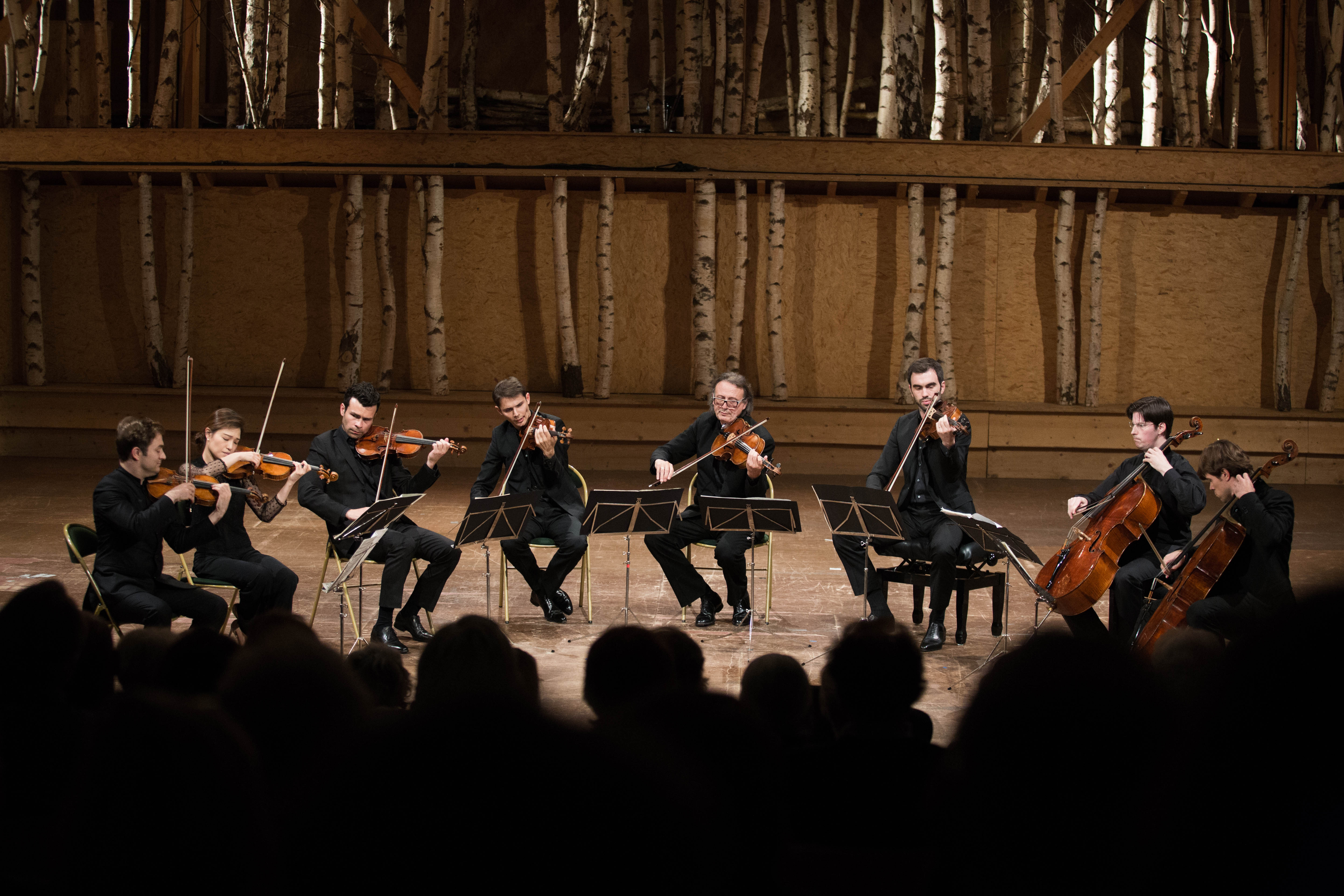
Rencontres musicales 2014 à Evian : Daniel Müller-Schott, joue avec le Quatuor Modigliani, Renaud Capuçon et Gérard Caussé.

Il a enregistré et publié les Trios pour piano de Mozart en 2006 avec Anne-Sophie Mutter et André Previn. Avec Angela Hewitt, il a enregistré l'intégrale des œuvres pour violoncelle et piano de Beethoven.

## Enregistrements
- 2000 : Jean-Sébastien Bach - 6 Suites pour violoncelle seul (août 2000, 2CD Glossando/Pure Classics) (OCLC 47031264 et 634804548)
- 2002 : Musique pour violoncelle et piano de Debussy, Poulenc et Franck Sonates, Ravel Habanera ; Daniel Müller-Schott, Robert Kulek (BBC Music Magazine)
- 2003 : Haydn - Concerto n° 1 et 2 ; Beethoven - Romanzes n° 1 et 2 - Australian Chamber Orchestra
- 2004 : Joseph Joachim Raff - Concerto pour violoncelle et orchestre nos 1 et 2 ; « Begegnung » - Duo op. 59 pour violoncelle et piano - Robert Kulek, Orchestre symphonique de Bamberg, dir. Hans Stadlmair
- 2004 : Khachaturian - Concerto pour violon et violoncelle et orchestre - Arabella Steinbacher, City of Birmingham Symphony Orchestra, Sakari Oramo
- 2005 : Robert Schumann - Œuvres pour violoncelle et piano - Robert Kulek, piano
- 2006 : Elgar, Walton - Concertos pour violoncelle - Orchestre philharmonique d'Oslo, dir. André Previn, le Preis der deutschen la critique de disques allemande, The Times disque de la semaine
- 2006 : Felix Mendelssohn - Trios pour piano nos 1 et 2 -  Julia Fischer, Jonathan Gilad (Pentatone PTC 5186085)[1]
- 2006 : Franz Schubert - Le Streichquintett Du D 956, D 87; Daniel Müller-Schott, Vogler Quartett
- 2006 : Wolfgang Amadeus Mozart - Trios avec piano - Daniel Müller-Schott, Anne-Sophie Mutter, André Previn
- 2007 : Johann Sebastian Bach Sonates pour viole de Gambe; Daniel Müller-Schott, Angela Hewitt, Le Gramophone editor's Choice
- 2007 : Johannes Brahms - Double Concerto pour violon et violoncelle en la mineur, op. 102, Concerto pour violon en ré majeur, op. 77 - Daniel Müller-Schott, Julia Fischer ; Orchestre philharmonique d'Amsterdam, Yakov Kreizberg (Pentatone PTC 5186066) — Gramophone editor's Choice, Preis der deutschen de la critique de disques allemande.
- 2008 : Dmitri Chostakovitch, Concertos pour violoncelle nos 1 et 2 - Sinfonieorchester des Bayerischen Rundfunks, dir. , Yakov Kreizberg — BBC Music Magazine, disque du mois, Deutscher Schallplattenpreis, mars 2008
- 2009 : Schumann et Volkmann, Concertos pour violoncelle - Orchestre symphonique de la NDR, dir. Christoph Eschenbach
- 2010 : Mendelssohn, Œuvres pour violoncelle et piano - Jonathan Gilad, piano
- 2011 : Britten, Suites pour violoncelle seul
- 2012 : Prokofiev et Britten - Symphonies concertantes avec violoncelle
- 2014 : Antonín Dvořák, Œuvres avec violoncelle
- 2015 : Chostakovitch, Britten et Prokofiev, Sonates pour violoncelle - Francesco Piemontesi
- 2016 : Duo, Kodály, Schulhoff, Ravel, Halvorsen - avec Julia Fischer (Orfeo)[2] (OCLC 985580703)
- 2017 #CelloReimagined - Concerto pour violoncelle Bach, Haydn et Mozart, Daniel Müller-Schott, L‘arte del Mondo, Werner Erhardt
- 2018 TRIP TO RUSSIA - Tchaikovsky, Glazounov, Rimsky-Korsakov ; Daniel Müller-Schott, violoncelle, Deutsches Symphonie-Orchester Berlin, Aziz Shokhakimov